# Saraqib
Saraqib, auch Sarakeb oder Sarakib (arabisch سراقب, DMG Sarāqib), ist eine Stadt im Gouvernement Idlib in Syrien.
Im Jahre 2004 hatte die Stadt 32.495 Einwohner.
Fünf Kilometer südlich der Stadt befindet sich die Ausgrabungsstätte der antiken Stadt Ebla.

## Geschichte
Während des Bürgerkriegs in Syrien rückte die Stadt in den Blickpunkt der Weltöffentlichkeit, als die syrischen Rebellen am 30. Oktober 2012 bei Kämpfen um drei Militärstützpunkte 28 Soldaten des Assad-Regimes hinrichteten. Im April 2013 setzte die Regierung den geächteten Kampfstoff Sarin in Saraqib ein, das Sarin konnte in der Folge als Todesursache einer am 29. April 2013 bei Saraqib verstorbenen Frau materiell nachgewiesen werden.
Im August 2016 gab es Berichte von Chlorgasangriffen, welche die Vereinten Nationen dem Assad-Regime anlasten.
Am 10. April 2017 meldete die Syrische Beobachtungsstelle für Menschenrechte in einem Bericht, dass am 8. und 9. April Streumunition durch Kampfflugzeuge auf zahlreiche Gebiete in den Gouvernements Idlib und Hama abgeworfen wurde. Dabei wurde auch die Stadt Saraqib getroffen.
Am 4. Februar 2018 wurde als Waffe verwendetes Chlorgas aus Zylindern freigesetzt.
Regierungstruppen erreichten im Zuge ihrer Offensive entlang der M5 Autobahn in der ersten Februarwoche 2020 die Außenbezirke der Stadt und am 5. Februar kam es zu schweren Gefechten mit Rebellen, in die sich auch türkische Truppen einmischten, nachdem türkische Beobachter in der Region durch syrische Regierungstruppen getötet worden waren. Saraqib war am 8. Februar in der Hand der syrischen Regierungstruppen, wurde am 27. Februar von Aufständischen mit türkischer Hilfe zurückerobert, bevor in der ersten Märzwoche 2020 die Kriegsparteien in Straßenkämpfen um die Kontrolle rangen.
Von einem Besuch in Saraqib erzählt die Schriftstellerin Samar Yazbek in ihrem Buch Die gestohlene Revolution. Reise in mein zerstörtes Syrien (2015).

## Persönlichkeiten
- Azzam al-Gharib (* 1985), Politiker und ehemaliger Kommandeur